# Pałac Senacki
Pałac Senacki (ros. Сенатский дворец) – wystawny budynek na obszarze moskiewskiego Kremla, zaprojektowany przez rosyjskiego architekta Matwieja Kazakowa i wybudowany w latach 1776–1787. Został zamówiony przez carycę Katarzynę II w charakterystycznym dla tamtych czasów stylu klasycystycznym. W czasach carskich Pałac Senacki odgrywał drugorzędną rolę jako budynek rządowy, ale po rewolucji październikowej stał się główną siedzibą rządu radzieckiego, a obecnie jest roboczą rezydencją prezydenta Rosji.

## Historia

### XVIII–XIX wiek

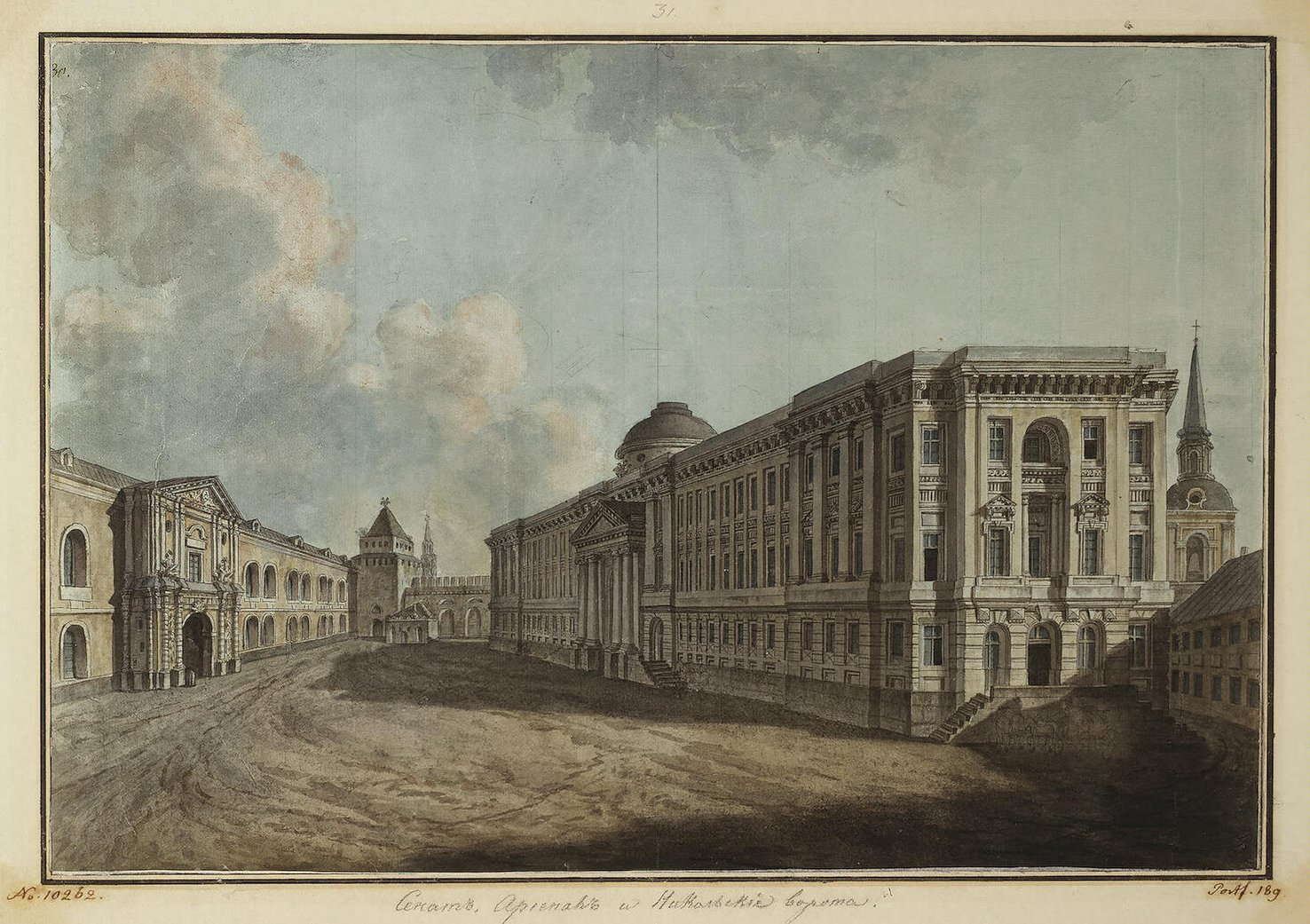
Pałac Senacki, 1800–1802

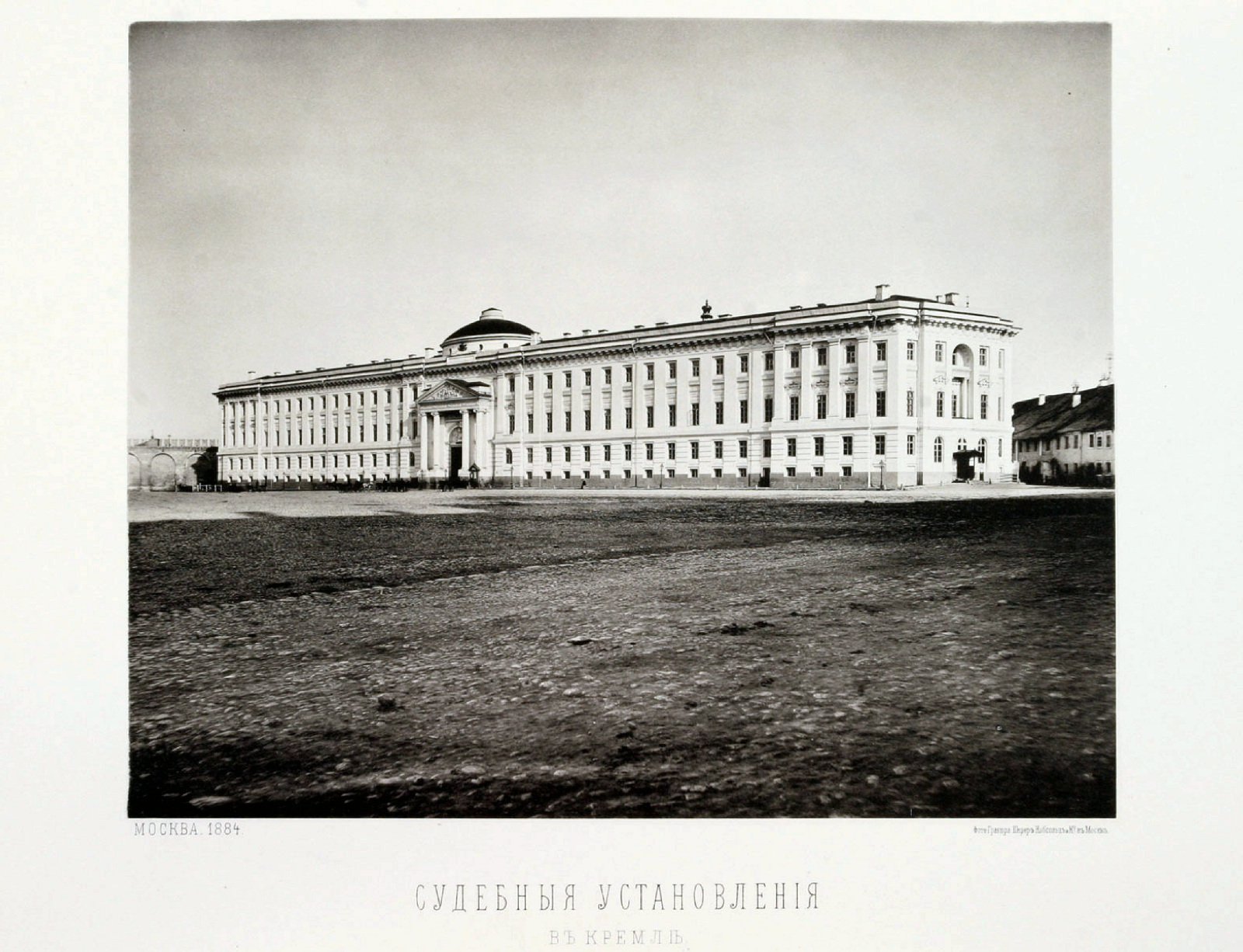
Zdjęcie z albumu Nikołaja Najdenowa, 1882

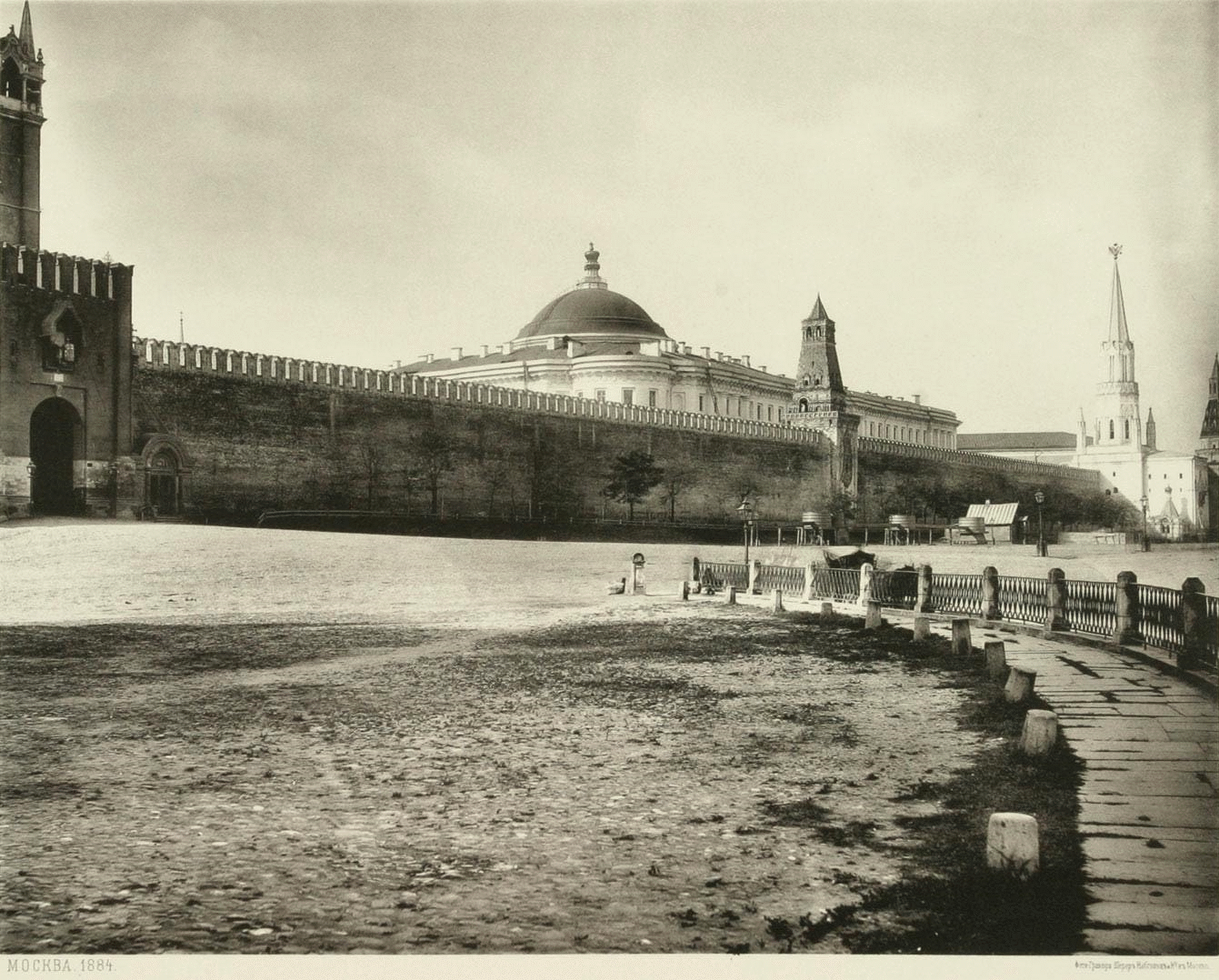
Pałac Senacki, widok z Placu Czerwonego, 1883

Budowę Pałacu Senackiego rozpoczęto w 1776 roku na polecenie Katarzyny II. Początkowo budynek był przeznaczony na spotkania szlachty guberni moskiewskiej, ale po podziale Senatu na wydziały w pałacu umieszczono wszystkie, z wyjątkiem wydziałów sądownictwa i praw szlachty, które zostały przeniesione do Petersburga. Aby wygospodarować przestrzeń potrzebną pod budowę, od książąt Trubieckiego i Bariatinskiego wykupiono ich dziedzińce Kremla, a dziedzińce klasztorne zostały zniszczone. Wybrane miejsce miało trójkątny kształt i nie było dogodne dla prac budowlanych: znajdowało się pomiędzy murem Kremla, budynkiem Arsenału i monasterem Czudowskim. Z dwóch przedstawionych projektów – Karla Blanka i Matwieja Kazakowa – wybrano projekt tego drugiego, a Blank został wyznaczony na konsultanta budowlanego.
Po remoncie w 1856 roku w budynku rozlokowały się lokalne organy samorządowe: Sąd Okręgowy, Trybunał Sprawiedliwości, Kancelaria Mieżewaja i inne instytucje, a pałac stał się gmachem moskiewskich instytucji sądowniczych. Kopułę budowli zwieńczono symbolem carskiej sprawiedliwości – filarem z koroną królewską i napisem „Prawo”.

### XX–XXI wiek

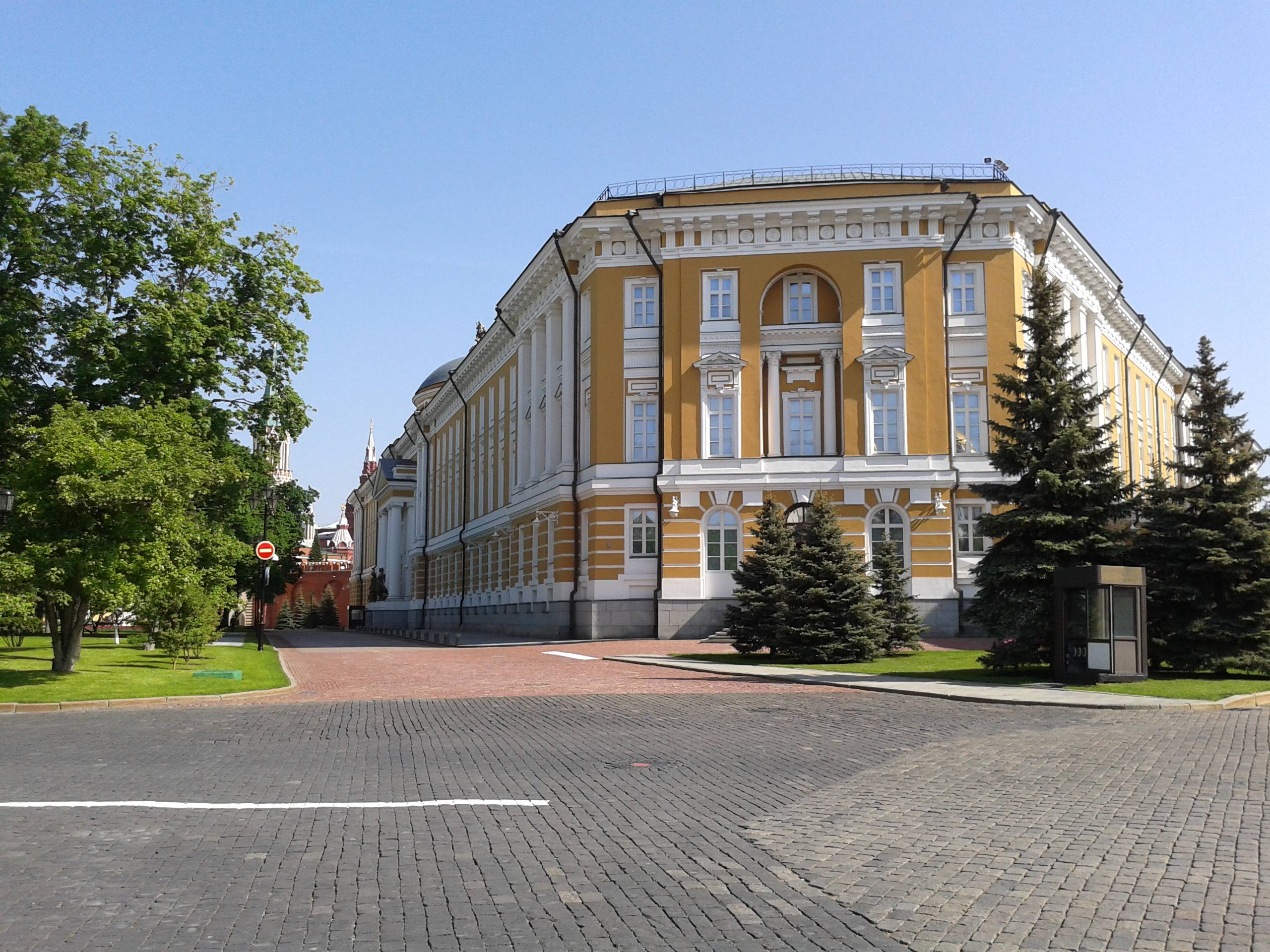
Pałac Senacki w 2014 roku

W marcu 1918 roku Włodzimierz Lenin przeniósł się do Pałacu Senackiego, gdzie zamieszkał na drugim piętrze w kwaterze byłego prokuratora carskiego. Obok niego urządzono pomieszczenia Biura Politycznego i Rady Komisarzy Ludowych. Łączna powierzchnia mieszkań Lenina w Pałacu Senackim wyniosła 560 m². W 1955 roku w dawnym biurze Lenina utworzono muzeum: „Biuro i mieszkanie W. I. Lenina na Kremlu”. Muzeum przylegało do siedziby Rządu ZSRR i składało się z ponad 40 tysięcy eksponatów. W 1994 roku na polecenie Rządu Federacji Rosyjskiej w związku z odbudową gmachu Senatu i umieszczeniem w nim rezydencji prezydenta Rosji zbiory zostały przekazane do Państwowego Muzeum Historycznego – Rezerwatu „Gorki Leninskije”.
Po zorganizowaniu rządu sowieckiego w 1918 roku w miejscu słupa z koroną zainstalowano maszt z flagą RFSRR, później flagą ZSRR. W budynku mieściła się Rada Komisarzy Ludowych i Wszechrosyjski Centralny Komitet Wykonawczy. W dawnej Sali Katarzyny, która w czasach sowieckich otrzymała nazwę Swierdłowskiej, przyznawano nagrody państwowe, na przykład Nagrodę Leninowską, zbierały się tam sesje plenarne KC KPZR, znajdowała się tam także stała sala posiedzeń Biura Politycznego KPZR.
W 1932 roku Józef Stalin przejął pięciopokojowe mieszkanie na parterze. Rok później budynek po raz pierwszy przebudowano, zmieniając wnętrza: ściany obłożono dębowymi panelami, zamontowano nowe drzwi. Nad mieszkaniem Stalina znajdował się jego gabinet osobisty i Sektor Specjalny KC WKP (b). Zaufany sekretarz Stalina, generał dywizji Aleksandr Poskriobyszew i jego zastępca L.A. Łoginow pracowali po prawej stronie od sali przyjęć.
Podczas II wojny światowej w pałacu mieścił się Państwowy Komitet Obrony ZSRR, aparat Prezydium Rady Najwyższej ZSRR i Rada Komisarzy Ludowych. Po śmierci Stalina w 1953 roku Nikita Chruszczow urządził swój gabinet na drugim piętrze pałacu, zajmował on 100 m². W 1972 roku w budynku mieściły się biura Sekretarza Generalnego KC KPZR i pracowników Wydziału Generalnego KC KPZR, pokój rekreacyjny, małe biuro, sala przyjęć, Sala Orzechowa, sala posiedzeń Biura Politycznego, archiwum i grupa Sektora Specjalnego Departamentu Generalnego KC KPZR. W 1985 roku do pałacu przeniósł się Michaił Gorbaczow, dla którego urządzono nowe mieszkania na drugim piętrze.
25 grudnia 1991 roku miejsce flagi sowieckiej na kopule zajęła flaga rosyjska, którą później zastąpił sztandar prezydencki. Odnowę budynku rozpoczęto w tym samym roku. Sala Katarzyny i Sala Owalna zachowały swój historyczny wygląd, pozostałe zostały przebudowane zgodnie z pierwotnym stylem Matwieja Kazakowa. W wyniku prac konserwatorskich w latach 1994–1996 w holach odtworzono dawne płaskorzeźby, gzymsy, fryz i kapitele.
Obecnie Pałac Senacki jest roboczą rezydencją prezydenta Rosji.

## Cechy architektoniczne

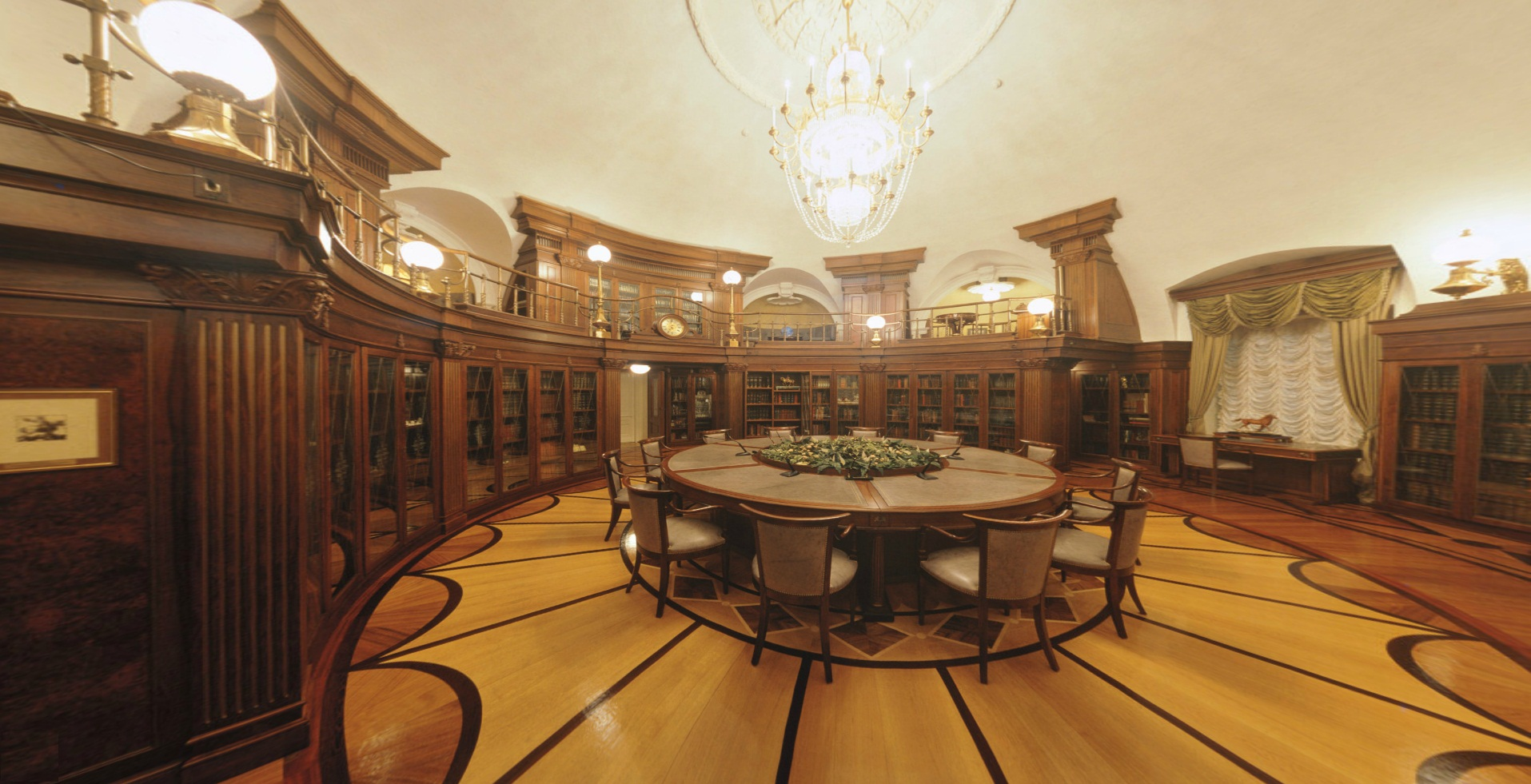
Biblioteka Prezydencka, 2012

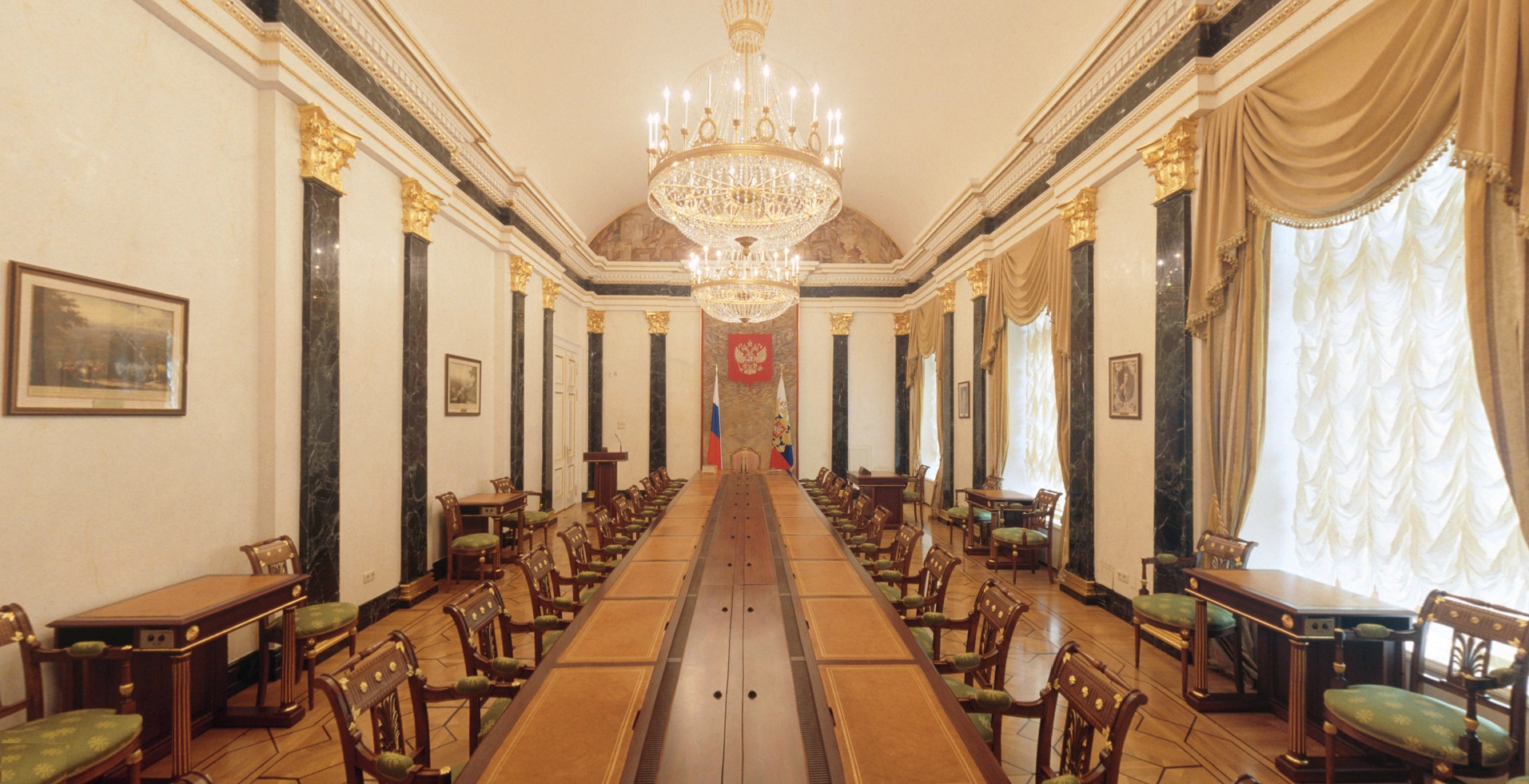
Sala posiedzeń Rady Bezpieczeństwa Rosji, 2012

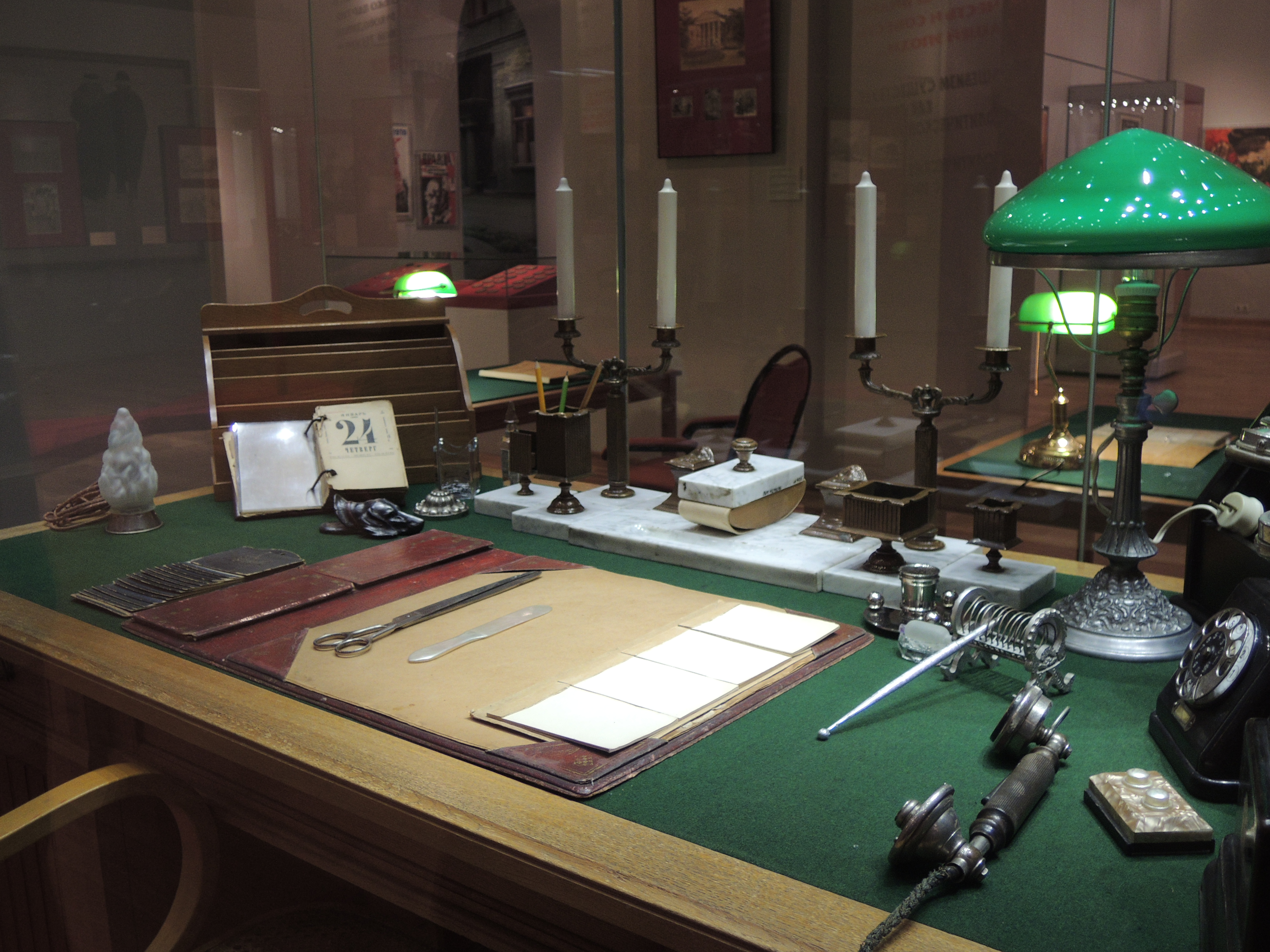
Ekspozycja „Gabinet Lenina”, 2014

Pałac Senacki stał się największym zrealizowanym projektem Matwieja Kazakowa. Zgodnie z planem architekta budynek miał symbolizować ideały obywatelskie, praworządność i sprawiedliwość. Znalazł ich ucieleśnienie w klasycznych formach antyku. Tłumaczy to lakonizm budynku, za pomocą którego Kazakow chciał wzmocnić wyrazistość architektoniczną placu Czerwonego jako głównego placu Moskwy.
Pałac Senacki to dwukondygnacyjny budynek wzniesiony na planie trójkąta równoramiennego. Jego obwód zewnętrzny wynosi 450 metrów, wewnętrzny 360. Zewnętrzne elewacje budynku mają trzy ryzality, zaznaczone doryckimi pilastrami. Pierwsze i piwniczne kondygnacje są rustykowane, co nadaje budynkowi cech monumentalności i jedności bryły. Narożniki budowli ścięto i zaakcentowano ryzalitami, w projektowaniu których wykorzystano motyw łuków triumfalnych powtarzający się w centrum wszystkich trzech fasad. Od strony Placu Senackiego na dziedziniec prowadzi sklepione przejście poprzedzone czterokolumnowym portykiem jońskim z frontonem. Pałac wieńczy zielona kopuła w formie półkuli, pod którą znajduje się Sala Katarzyny.
Z zewnątrz na szczycie kopuły do 1812 roku znajdowała się rzeźbiarska grupa jeździecka przedstawiająca św. Jerzego Zwycięzcę. W czasie okupacji Moskwy, z rozkazu Napoleona, pomnik został usunięty i wywieziony do Francji.

## Wnętrza
Rezydencja prezydencka składa się z dwóch części: roboczej i reprezentacyjnej. Część robocza obejmuje biura robocze i reprezentacyjne, salę obrad Rady Prezydenckiej, bibliotekę oraz pomieszczenia Rady Bezpieczeństwa. Część reprezentacyjna to uroczysta amfilada sal, w których odbywają się spotkania międzynarodowe i wizyty dyplomatyczne. Wszystkie pomieszczenia rozmieszczone są wzdłuż zewnętrznych fasad i połączone korytarzami biegnącymi wzdłuż obwodu dziedzińców.
Gabinet Prezydenta, utrzymany w biało-zielonej kolorystyce, mieści się w Sali Owalnej. Odbywają się tam spotkania i rozmowy na szczeblu krajowym, wręczane są nagrody państwowe. Salę zdobi malachitowy kominek, ozdobiony lustrem z zegarem z brązu i kandelabrami na kominku oraz cztery wysokie rzeźby: Piotra I, Katarzyny II, Mikołaja I i Aleksandra II. Kryształowe żyrandole w holu wykonane są według rysunków Kazakowa.
W pogłębieniu dziedzińca znajduje się główny ośrodek kompozycyjny budowli – Kopuła Senatu, czyli Sala Katarzyny. Jest to jedna z największych okrągłych hal w Moskwie: jej średnica wynosi 25 metrów, a wysokość 27 metrów. Wcześniej była przeznaczona na spotkania szlachty. Sala jest ozdobiona 24 kolumnami z białego marmuru korynckiego i płaskorzeźbami w stylu antycznym. Ściany między oknami kopuły wypełnione są gipsowymi medalionami z płaskorzeźbionymi wizerunkami rosyjskich książąt i carów, wykonanymi na podstawie marmurowych oryginałów przez rzeźbiarza Fiedota Szubina, które od połowy XIX wieku zdobią budynek Arsenału. W filarach między kolumnami zainstalowano osiemnaście panneau Gawriiła Zamarajewa, odnoszących się do tematów wierszy Gawriła Dierżawina i Nikołaja Lwowa. Odzwierciedlają one działalność państwową Katarzyny II, gloryfikują rządy prawa, sprawiedliwość i edukację. Ozdobne listwy wykonali tacy artyści, jak I. Just, Arnoldi i inni. Sklepienie kopuły ozdobione jest kasetonami, które nadają mu głębi. Do holu prowadzą schody Szochińskie, ozdobione marmurem i granitem. Ich podstawę zdobią dwie lampy podłogowe, a przęsła rzeźby bogini sprawiedliwości Temidy.
Roboczy gabinet prezydenta zaprojektowano w stylu klasycystycznym z okrągłą rotundą ozdobioną żyrandolem z brązu. Obok znajduje się „niebieski pokój” z białymi i złotymi meblami. Salę Audiencyjną utrzymaną w jasnych kolorach ze złoceniami zdobią portrety rosyjskich carów, marmur i kominek o klasycznych formach. Amfiladę pokoi reprezentacyjnych uzupełnia Sala Bankietowa, zaprojektowana w jasnożółtych i niebieskich odcieniach. Zainstalowane w niej meble powstały według zachowanych rysunków z XVIII wieku.
Sala Kominkowa i Salon służą do spotkań oraz oficjalnego podpisywania dokumentów rządowych. W Jadalni odbywają się nieformalne śniadania i kolacje, a także robocze spotkania prezydenta Rosji z przywódcami innych państw. Biblioteka Prezydencka znajduje się na drugim piętrze północno-wschodniej części budynku. Regały zawierają encyklopedie, informatory i akty prawne. W tym pokoju znajduje się oryginalny egzemplarz Konstytucji Federacji Rosyjskiej, na którym prezydenci składają przysięgę, obejmując urząd.

## Galeria

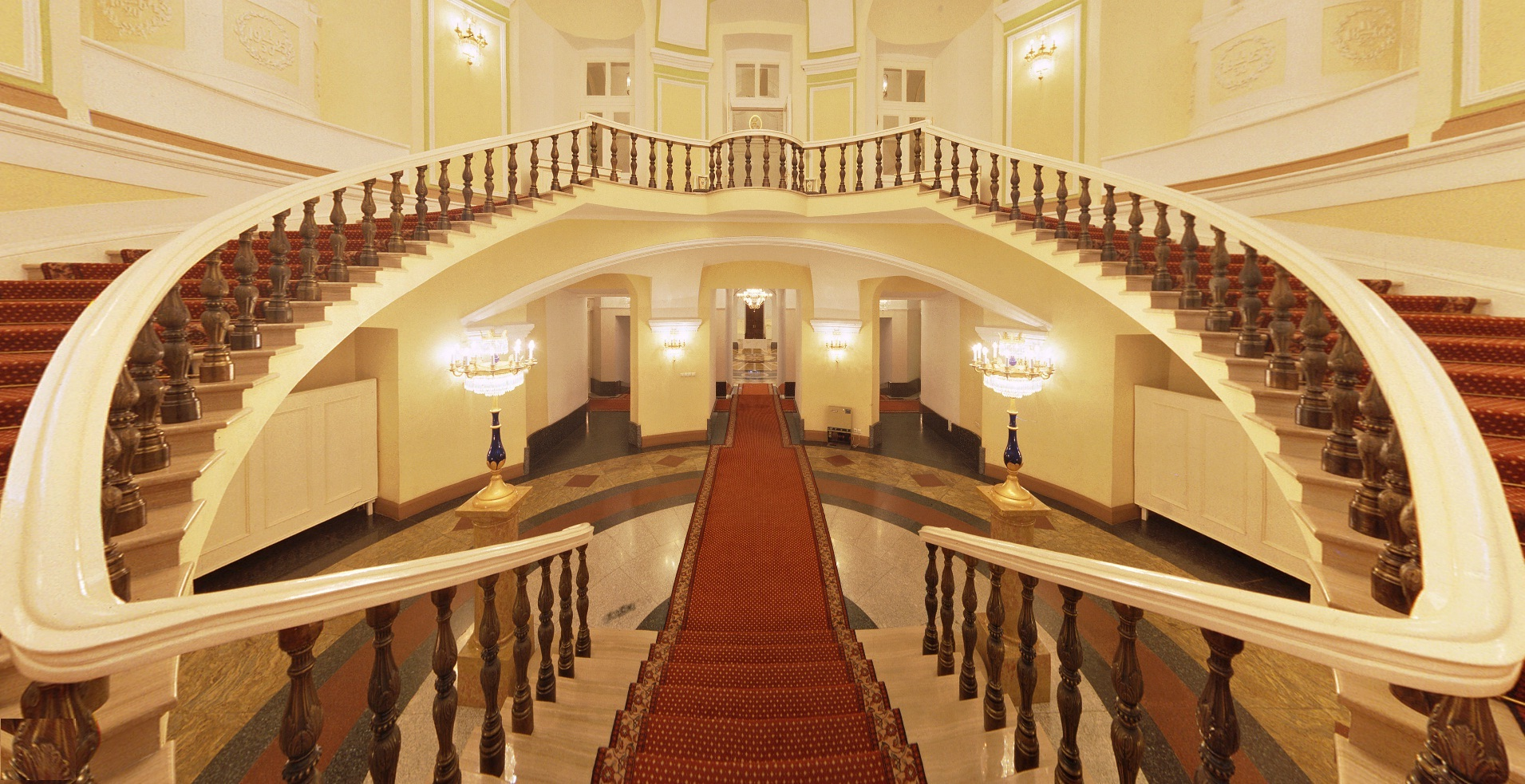
Schody Szochińskie
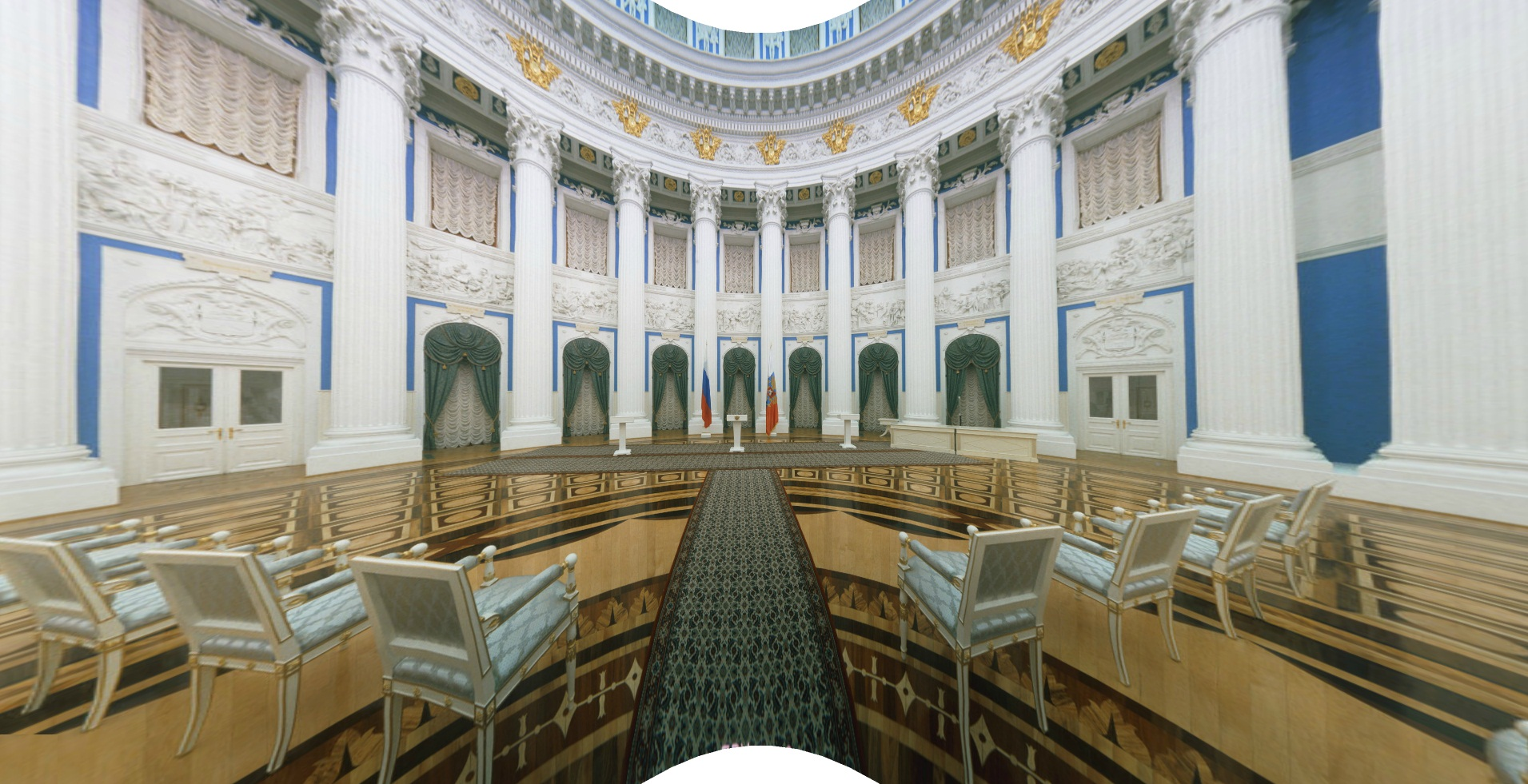
Sala Katarzyny
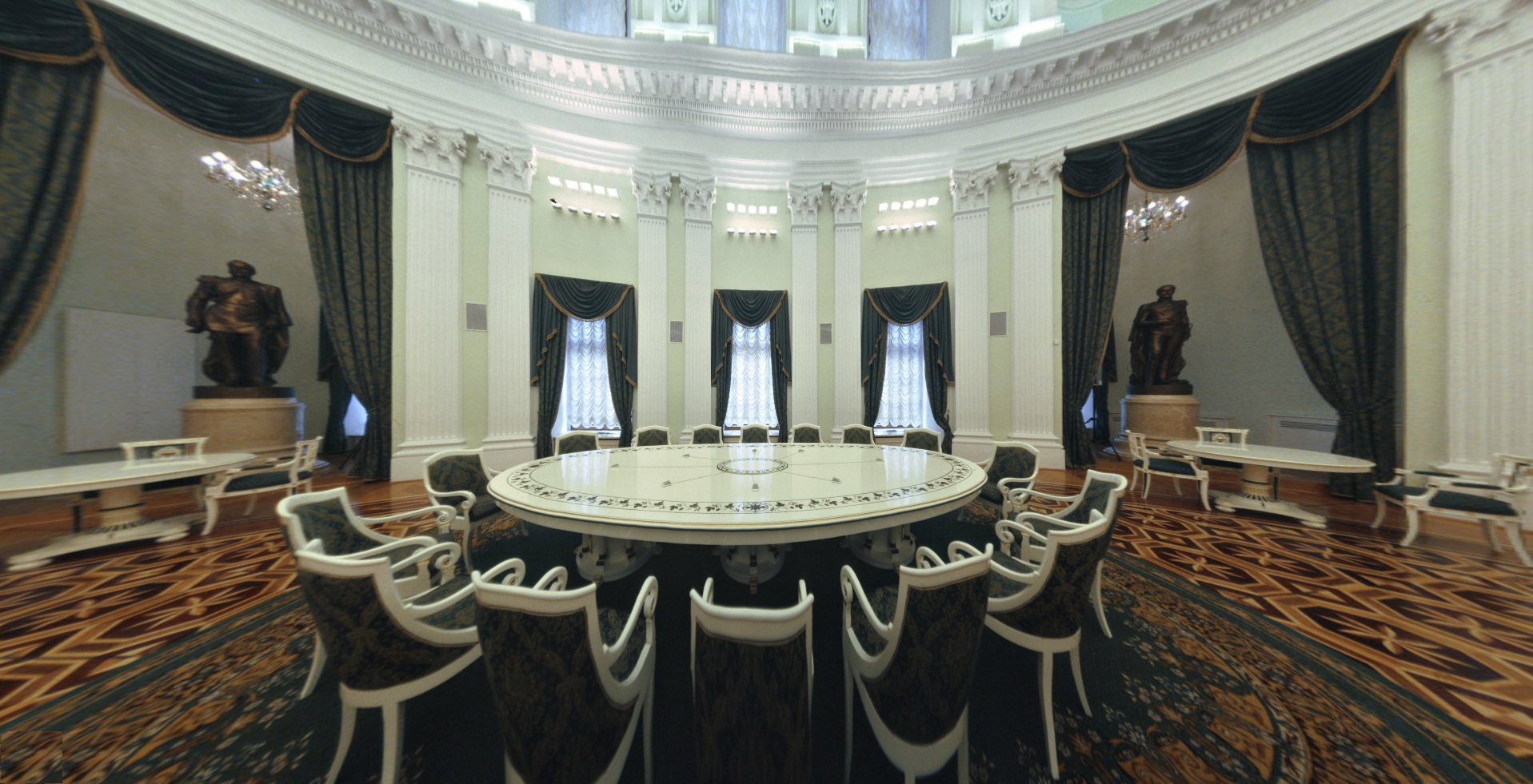
Gabinet roboczy prezydenta
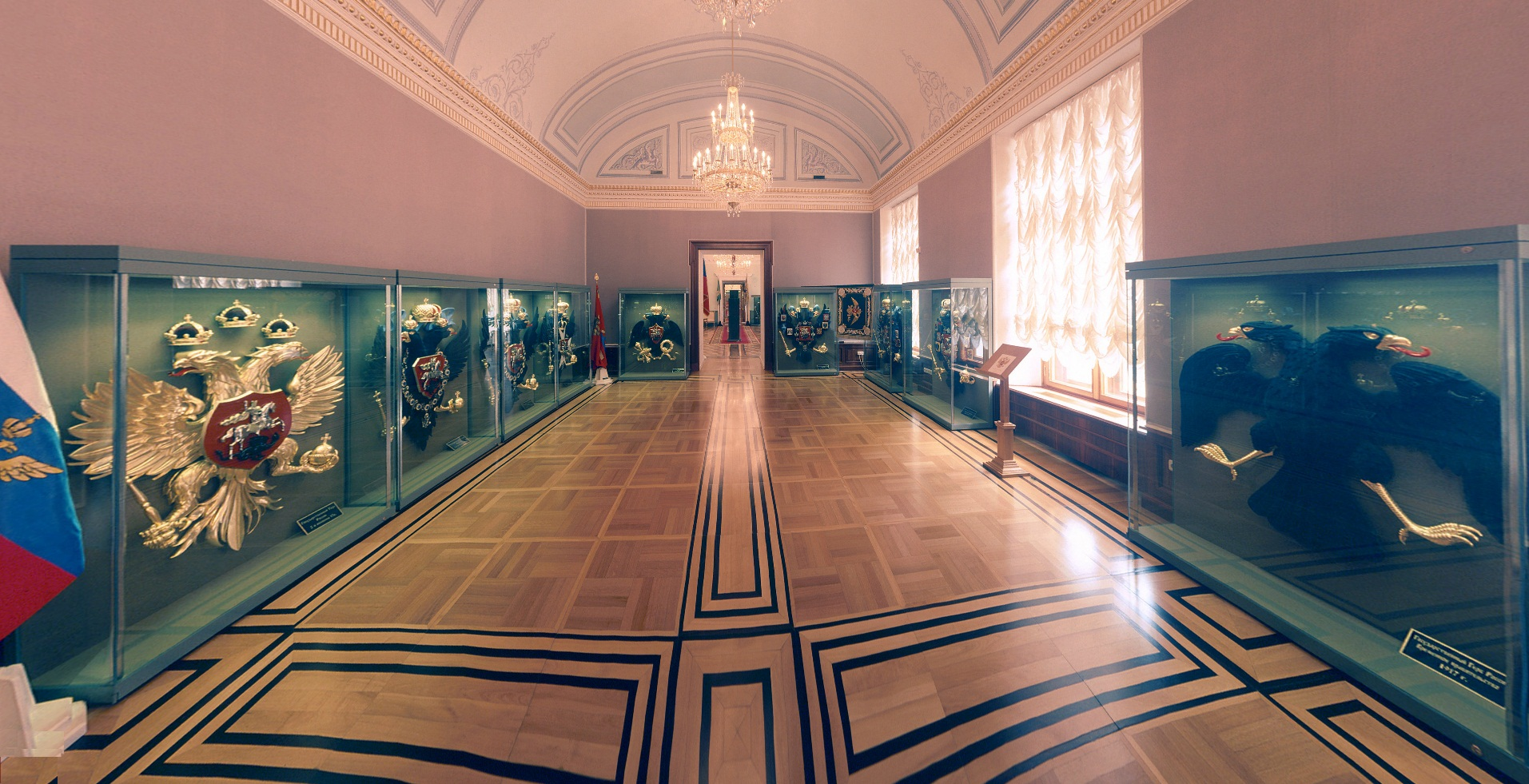
Sala Wystawowa